# Písník u Sokolovce
Písník u Sokolovce je přírodní památka v chráněné krajinné oblasti Železné hory na katastrálním území obce Horní Sokolovec v okrese Havlíčkův Brod. Vyhlášena byla v roce 1990. V roce 1994 byl ve starém písníku upraven terén, aby došlo k obnovení vodní plochy. Písník je z části naplněn vodou a okolo vodní plochy je zarostlý rašeliníkem a jinými mechy. Jedná se i o jedinou vodní plochu v okolí nad vodním tokem řeky Doubravy, a tak je to i významné napajedlo lesní zvěře. Rozloha rezervace je cca 0,30 ha. Nachází se v nadmořské výšce 491–492 metrů. Geologicky se zde vyskytují ruly a mělké lehce kyselé půdy na místě odtěženého hrubého písku.

## Rostliny
- rosnatka okrouhlolistá (Drosera rotundifolia)
- sedmikvítek evropský (Trientalis europaea)
- plavuň vidlačka (Lycopodium clavatum)

## Živočichové
- vážka čtyřskvrnná (Libellula quadrimaculata)
- šidélko páskované (Coenagrion puella)
- mravenec (Formica praetensis)

## Fotografie

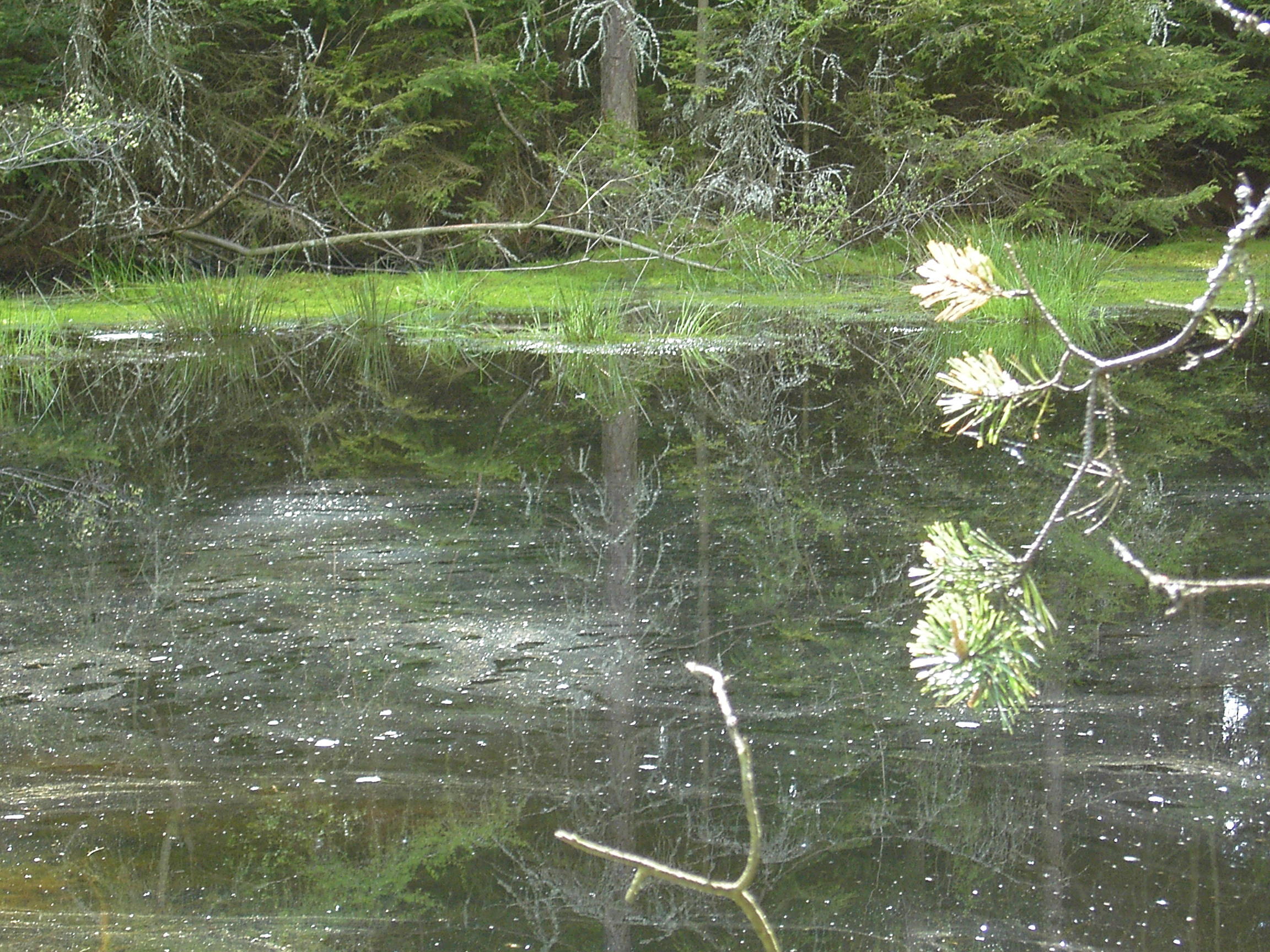
Písník u Sokolovce
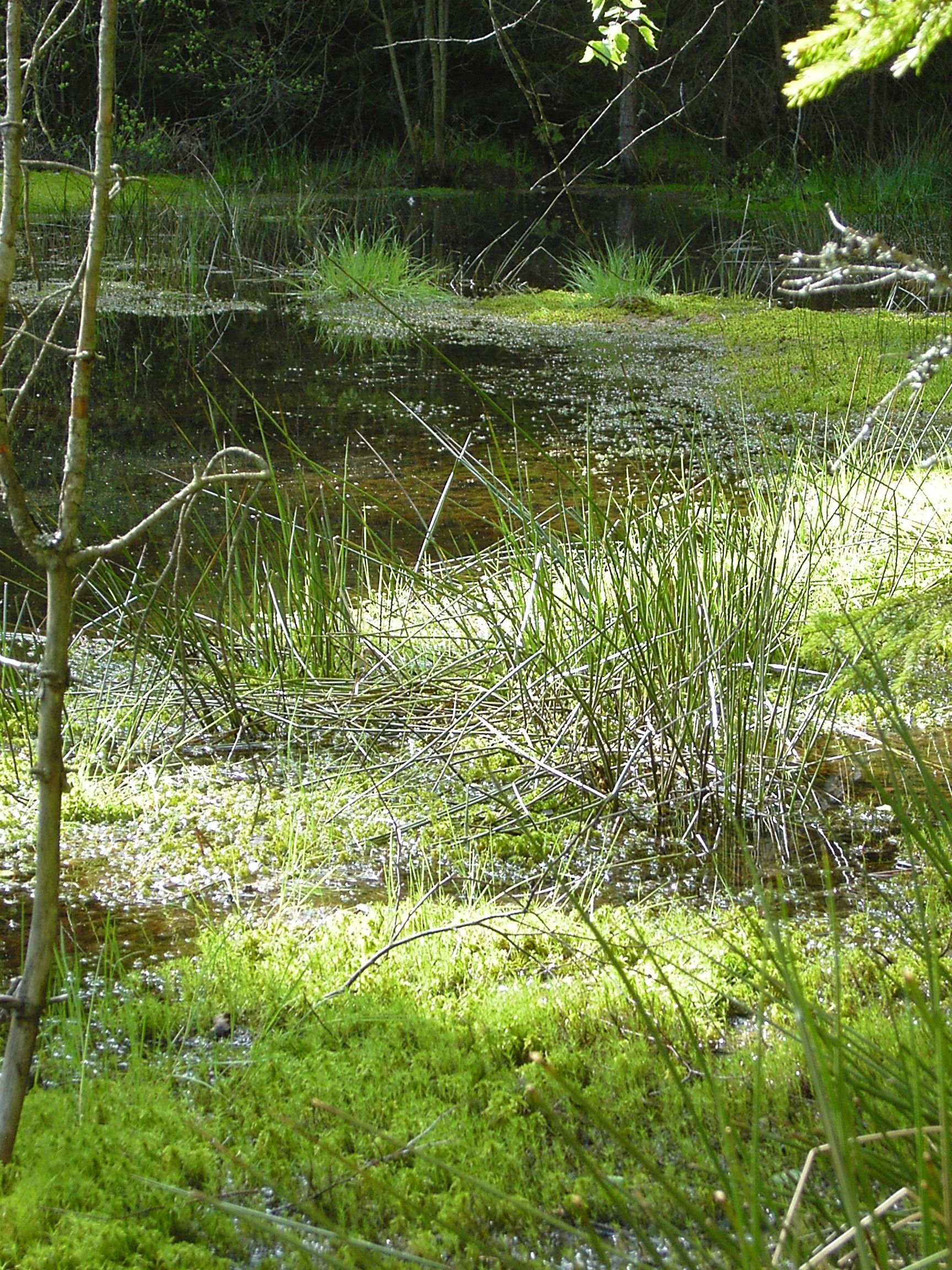
Písník u Sokolovce
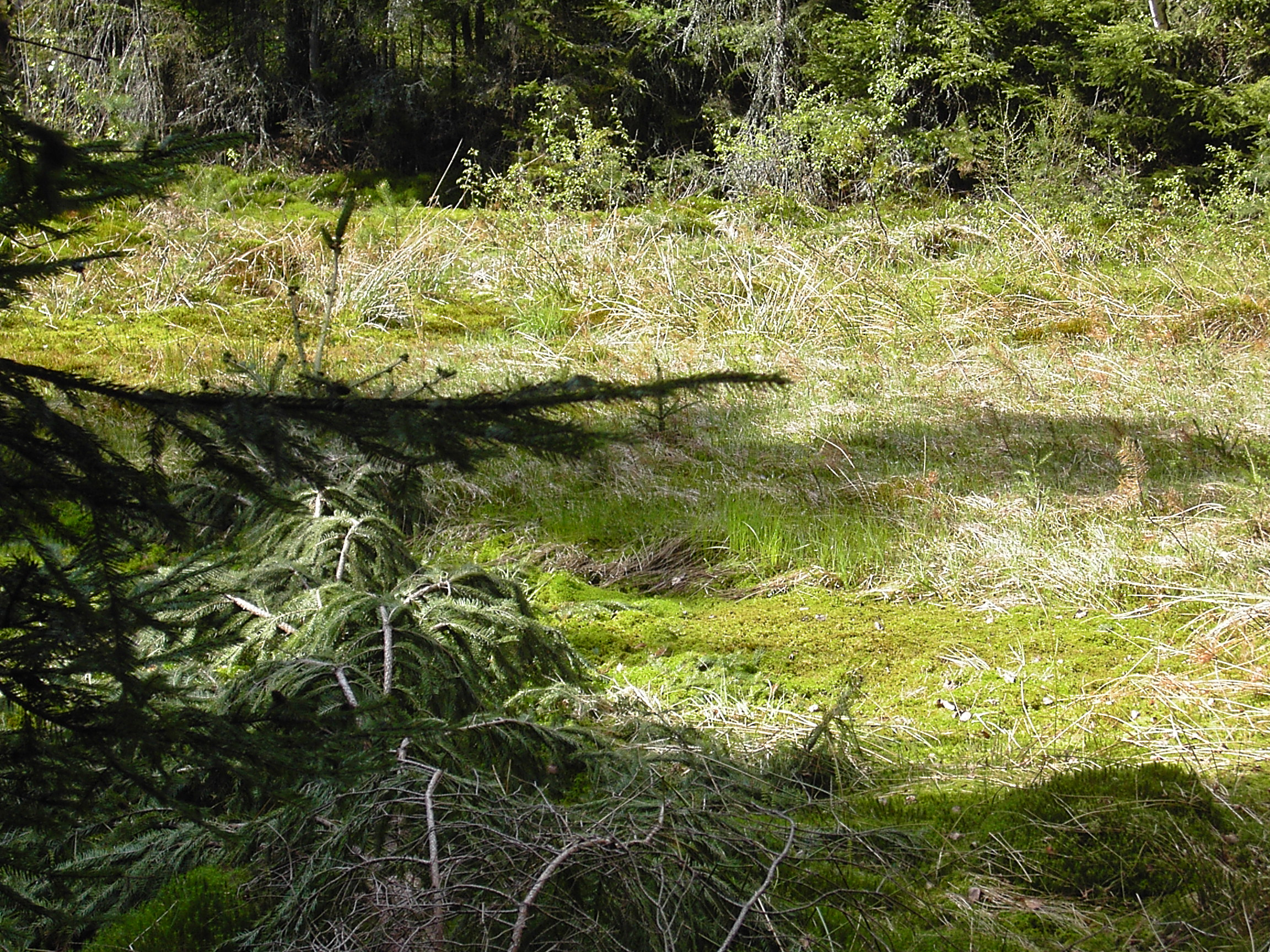
Písník u Sokolovce
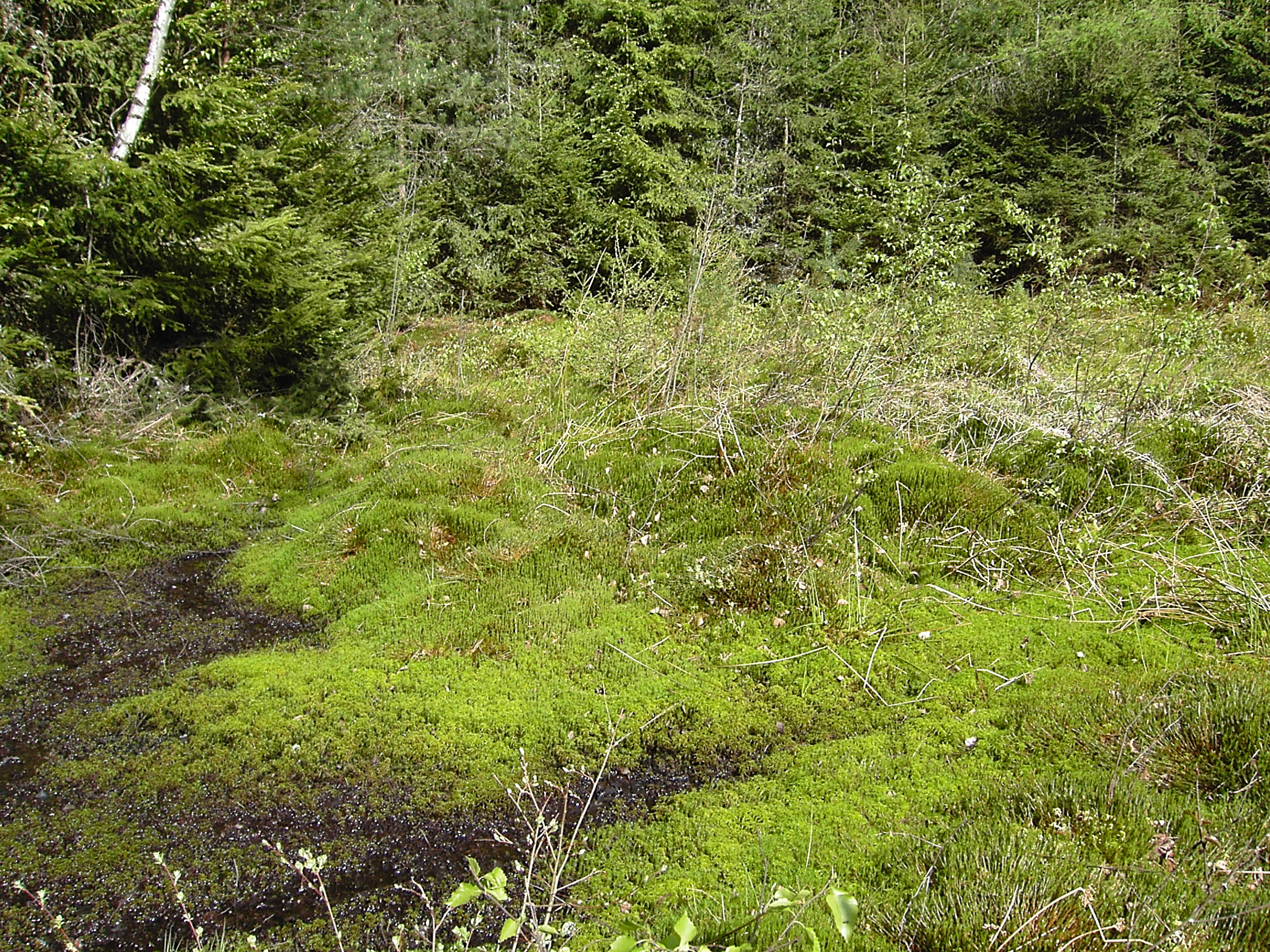
Písník u Sokolovce